# Aleksandr Mikhailovich Zverev
Aleksandr Mikhailovich Zverev (sinh ngày 22 tháng 1 năm 1960) là một cựu vận động viên quần vợt người Nga thi đấu cho Liên Xô.

## Sự nghiệp
Vào năm 1979, ông lần đầu thi đấu cho đội tuyển Liên Xô.
Zverev giành huy chương đồng tại Universiade Mùa hè 1983 và huy chương vàng tại Friendship Games vào năm 1984. Hai năm sau ông giành huy chương vàng đơn và đôi tại Universiade Mùa hè 1985. Sergi Leonyuk, người đánh cặp cùng ông năm 1985, cùng Zverev giành huy chương vàng tại Đại hội Thể thao Thiện chí 1986.
Ông ba lần tham dự các giải Grand Slam trong suốt sự nghiệp của mình. Tại Giải quần vợt Úc Mở rộng 1985 ông vào vòng đấu chính thông qua vòng loại, tuy nhiên đã thua trước Tim Wilkison ở vòng một. Zverev tiếp tục thua Tim Mayotte ở vòng một Giải quần vợt Wimbledon 1986 sau hai set. Ông tham dự Giải quần vợt Pháp Mở rộng 1986 ở nọi dung đôi nam nữ với Svetlana Cherneva.
Zverev chủ yếu tham dự các giải ATP Challenger và từng có các chiến thắng trước các tay vợt top 50 là Andrei Chesnokov và Jan Gunnarsson. Ông cũng lọt vào tới vòng hai Geneva Open 1985 của hệ thống giải Grand Prix.
Ông thi đấu loạt trận Davis Cup cuối cùng năm 1987, tham gia vào 36 trận đấu (thắng 18). Một trong các trận thắng của ông là trước cặp Libor Pimek và Tomáš Šmíd (vận động viên đánh đôi số một thế giới thời điểm đó) của Tiệp Khắc.

## Đời tư
Năm 1991, Zverev và vợ là Irina Zvereva, cũng là một vận động viên quần vợt, chuyển tới sống tại Đức. Con trai cả của họ, Mischa Zverev, sinh ở Nga nhưng lớn lên ở Đức và đại diện cho Đức tại ATP Tour. Con trai út của họ, Alexander Zverev, sinh ra ở Đức và lên chuyên nghiệp năm 2013.